# Дами Булонського лісу
«Дами Булонського лісу» (фр. Les Dames du Bois de Boulogne) — французька мелодрама 1945 року, поставлена режисером Робером Брессоном. Сучасна адаптація оповідання, включеного до роману Дені Дідро «Жак-фаталіст і його хазяїн» (фр. Jacques le fataliste et son maître), за сценарієм самого Брессона та діалогами Жана Кокто.
Фільм був другим повнометражним фільмом Брессона та останнім, у якому всі ролі виконували професійні актори.

## Сюжет
Елен дізнається від найкращого друга, що коханець Жан її розлюбив. Вона першою йде на розрив стосунків, але присягається собі, що помститься. Біля водоспадів Булонського Лісу вона підлаштовує зустріч Жана з юною Аньєс, яка живе з матір'ю, що розорилася, за рахунок подарунків від коханців. Елен вправно інтригує, щоб Жан захотів знову побачитися з Аньєс і відчайдушно закохався в неї. Пастка спрацьовує чудово. Жан одружується на Аньєс, яка теж його кохає. Після шлюбної церемонії Елен кидає йому в обличчя: «Ви одружилися з жінкою легкої поведінки». Аньєс, що безуспішно намагалася сказати Жанові усю правду про себе, мучать часті непритомності. Жан благає її: «Тримайся за життя щосили. Тримайся за мене. Я люблю тебе». Аньєс шепоче йому: «Я залишаюся»…

## В ролях
| Поль Бернар     | ···· | Жан            |
| Марія Казарес   | ···· | Елен Ла Помере |
| Еліна Лабурдетт | ···· | Аньєс          |
| Жан Марша       | ···· | Жак            |
| Люсьєн Богаер   | ···· | мадам Д.       |
| Іветт Етьєван   | ···· | служниця       |